# Попель, Станислав Иосифович
Станисла́в Ио́сифович По́пель (29 февраля 1920, Мариинский уезд, Томская губерния — 8 ноября 2006, Екатеринбург) — советский и российский учёный-металлург и педагог, доктор технических наук (1960), профессор (1961), почётный профессор УрГТУ (1995). Лауреат Государственной премии СССР в области науки и техники (1982). Заслуженный деятель науки и техники РСФСР (1977).

## Биография
Родился 29 февраля 1920 года в деревне Мирославка Мариинского уезда Томской губернии в крестьянской семье.
С 1936 года в возрасте шестнадцати лет, начал свою педагогическую деятельность учителем физики в вечерней школе. С 1938 года после окончания средней школы с отличием и получения среднего образования начал своё обучение на Физическом факультете Московского государственного университета. С 1941 года после начала Великой Отечественной войны добровольно вступил в ряды Рабоче-Крестьянской Красной армии и направлен в Краснопресненский истребительный батальон города Москвы. С 1941 по 1943 годы проходил обучение в Военной академии командного и штурманского состава ВВС РККА.
С 1943 по 1946 годы проходил обучение на металлургическом факультете Уральского политехнического института, по окончании которого с отличием получил специализацию инженера-металлурга. С 1946 года начал свою педагогическую деятельность на Уральском политехническом институте: с 1946 по 1960 годы, в течение четырнадцати лет, работал в должностях — аспиранта, ассистента, доцента и профессора на кафедре теории металлургических процессов, с 1960 по 1990 годы в течение тридцати лет, С. И. Попель был — заведующим кафедрой теории металлургических процессов и одновременно с 1960 по 1964 годы работал в должности — декана Металлургического факультета Уральского политехнического института.
В 1949 году защитил диссертацию на соискание учёной степени — кандидат технических наук, в 1960 году защитил диссертацию на соискание учёной степени — доктор технических наук по теме: «Исследование явлений на границах раздела фаз в сталеплавильном процессе». В 1961 году С. И. Попелю было присвоено учёное звание — профессора, в 1995 году — почётного профессора УрГТУ.
С. И. Попель занимался научной работой в области разработки методики определения экспериментального и теоретического расчёта поверхностных свойств расплавов, полученные результаты в этой области способствовали совершенствованию металлургических процессов и технологий. С. И. Попель был организатором нового научного направления в области исследования метода формирования наноструктуры в компактных и дисперсных твёрдых растворах (сплавах) и нестехиометрических соединениях. С. И. Попель был автором около пятисот пятидесяти научных работ и пяти монографий, был автором сорока двух свидетельств и пяти патентов на изобретения и пяти патентов, им было подготовлено около семидесяти кандидатских и докторских диссертаций.
В 1977 году Указом Президиума Верховного Совета РСФСР «за заслуги в научной деятельности» Станислав Иосифович Попель был удостоен почётного звания — Заслуженный деятель науки и техники РСФСР.
В 1982 году Постановлением ЦК КПСС и Совета Министров СССР «за цикл работ „Исследование строения, свойств и взаимодействия металлургических расплавов“ (1957—1980)» Станислав Иосифович Попель был удостоен — Государственной премии СССР в области науки и техники.
Скончался 8 ноября 2006 года, похоронен на Нижне-Исетском кладбище Екатеринбурга.

## Награды

### Звания
- Заслуженный деятель науки и техники РСФСР (1977)

### Премии
- Государственная премия СССР (1982[3])